# 阿尔哈内斯-阿斯泰鲁夏
阿尔哈内斯-阿斯泰鲁夏（希臘語：Αρχάνες-Αστερούσια）是希腊克里特大区伊拉克利翁专区的一个市镇，位于克里特岛中部偏东。市镇面积为337.1平方公里，2011年人口数量为16,692人。

## 行政
现今的阿尔哈内斯-阿斯泰鲁夏市镇是在2011年地方政府改革中设立的，由原3个市镇合并而成，而原市镇则成为新市镇的市区。